# HD 175167
HD 175167 là một ngôi sao có một hành tinh đồng hành ở phía nam chòm sao Khổng Tước. Độ lớn cấp sao biểu kiến của nó là 8,01 nên quá mờ để có thể nhìn thấy bằng mắt thường. Hệ thống sao này nằm cách Mặt trời 232 năm ánh sáng dựa trên các phép đo thị sai, và hiện nó đang trôi ngày càng xa hơn với vận tốc xuyên tâm là 5 km/s. Nó có chuyển động riêng cao, ngang qua thiên cầu với tần số góc 0,190 arcsec yr−1.
Ngôi sao màu vàng này có phân loại sao là G5IV/V, với cấp sao tuyệt đối là 3,88 tương ứng với một ngôi sao đang ở giai đoạn đầu của quá trình phát triển ngoài dãy chính. Nó có độ kim loại cao và đang quay với vận tốc dự kiến là 2,6 km/s. Ngôi sao này có khối lượng gấp 1,2 lần khối lượng Mặt trời và 1,75 lần bán kính của Mặt trời. Quang cầu của nó tỏa ra độ sáng sáng gấp 2,9 lần độ sáng của Mặt trời với nhiệt độ hiệu dụng là 5.635 K.

## Hệ hành tinh
Một hành tinh khổng lồ đồng hành với HD 175167 được phát hiện vào năm 2010 bởi một nhóm của Chương trình Tìm kiếm Hành tinh Magellan (Magellan Planet Search Program), do Pamela Arriagada dẫn đầu. Hành tinh được chỉ định là HD 175167 b, dữ liệu vận tốc Doppler của họ (được lấy trong khoảng thời gian 5 năm) cho biết hành tinh có chu kỳ quỹ đạo là 3,5 năm ở khoảng cách 2,40 AU (359 Gm) từ sao chủ với độ lệch tâm (hình bầu dục) là 0,54. Vì độ nghiêng của mặt phẳng quỹ đạo ban đầu chưa được biết đến, nên chỉ có thể suy ra giới hạn dưới về khối lượng của hành tinh. Nó lớn gấp ít nhất 7,8 lần sao Mộc. Trong một bài báo năm 2013, Robert A. Wittenmyer và các đồng nghiệp đã xem xét dữ liệu của hệ thống này và nhiều hệ thống khác với một hoặc hai hành tinh để tìm các hành tinh bổ sung có thể có, nhưng không thể tìm thấy bất kỳ bằng chứng về bất kỳ hành tinh nào. Một phép đo thiên văn về độ nghiêng và khối lượng thực của hành tinh đã được công bố vào năm 2022 như một phần của Gaia DR3, trong khi một nghiên cứu khác vào năm 2022 cho thấy một khối lượng khác thấp hơn khối lượng thực.
| Thiên thể đồng hành (thứ tự từ ngôi sao ra) | Khối lượng | Bán trục lớn (AU) | Chu kỳ quỹ đạo (năm) | Độ lệch tâm | Độ nghiêng | Bán kính |
| ------------------------------------------- | ---------- | ----------------- | -------------------- | ----------- | ---------- | -------- |
| b                                           | 95±09 MJ   | 2307+0095 −0104   | 3494±0002            | 0528±0004   | 28±19°     | —        |